# Abitur in Brandenburg
Das Abitur in Brandenburg wird in der Gymnasiale-Oberstufen-Verordnung (GOSTV) geregelt.

## Allgemeines
Seit dem Schuljahr 2009/10 beträgt die reguläre Schulzeit bis zum Abitur im Land Brandenburg an Gymnasien 12 Jahre, an Gesamtschulen oder Oberstufenzentren mit gymnasialer Oberstufe 13 Jahre. 6 Jahre dauert die Grundschule und 4 Jahre die Sekundarstufe I, darauf folgen 2 bzw. 3 Jahre in der Sekundarstufe II. Für besonders Begabte besteht zudem die Möglichkeit, bereits ab Klasse 5 an ausgewählte Gymnasien zu wechseln. Die gymnasiale Oberstufe besteht aus einer einjährigen Einführungsphase und einer zweijährigen Qualifikationsphase.
Die Einführungsphase liegt in den Gymnasien in der 10. Klasse, während an den Gesamtschulen die Jahrgangsstufe 11 diese Funktion hat, um auf den Unterschied zwischen den Sekundarstufen vorzubereiten. Das Jahr kann auch (durch zum Beispiel ein Jahr im Ausland) „übersprungen“ werden, da es in der Berechnung der Abiturnote nicht berücksichtigt wird.
Das Abitur kann in Brandenburg an folgenden Schulen abgelegt werden:
- Gymnasium
- Berufliches Gymnasium an Oberstufenzentren
- Gesamtschulen mit gymnasialer Oberstufe
- Abendschule

## Aufbau der gymnasialen Oberstufe
Der Unterricht in der Qualifikationsstufe wird in einem Kurssystem erteilt, jeder Schüler wählt individuell seine Kurse aus. Es bestehen drei Aufgabenfelder.
- Der Unterricht wird in Leistungskursen mit erhöhtem Anforderungsniveau (5 Wochenstunden) und Grundkursen mit grundlegendem Anforderungsniveau (3 Wochenstunden, Mathematik 4, neu beginnende Fremdsprache 4) erteilt.
- Zu belegen sind in der Einführungsphase mindestens 
  - im Aufgabenfeld I Deutsch, zwei Fremdsprachen sowie Kunst oder Musik oder Darstellendes Spiel;
  - im Aufgabenfeld II Geschichte;
  - im Aufgabenfeld III Mathematik und ein naturwissenschaftliches Fach;
  - ein weiteres Fach des Aufgabenfeldes II oder des Aufgabenfeldes III, der Intensivierungskurs und das Fach Sport.
- Jeder Kurs wird benotet. Ein Kurs, in dem 0 Punkte erreicht wurden, gilt als nicht belegt.
- Noch in der Einführungsphase werden zwei Leistungskursfächer bestimmt, unter denen sich eines der Fächer Deutsch, Mathematik oder eine aus der Sekundarstufe I fortgeführte Fremdsprache befinden muss. Eine in der Einführungsphase neu einsetzende Fremdsprache, Darstellendes Spiel und der Intensivierungskurs kommen nicht infrage.
- Ein Seminarkurs muss in der Qualifikationsstufe belegt werden. Dieser soll der Vertiefung eines Unterrichtsfachs sowie der Vorbereitung auf das Studium und dem Verfassen einer Seminararbeit dienen.
- Anstelle von Klassen gibt es Tutorien, die nach der Fächerwahl der einzelnen Schüler zusammengesetzt sind. Der Tutor ist ein Ansprechpartner für die Schüler und übernimmt größtenteils die Aufgaben eines Klassenlehrers.
- Es wird nicht mehr in Schuljahren, sondern in Schulhalbjahren (Semester) eingeteilt. Diese Halbjahre werden mit 11/I, 11/II, 12/I, 12/II bezeichnet.
- Für die Beruflichen Gymnasien gelten besondere Regeln.

## Abitur-Prüfung

### Zentralabitur
Brandenburg, das sich stark an Nordrhein-Westfalen orientierte, übernahm ab 1990 das im Westen vorherrschende dezentrale Abitur, bei dem die Aufgaben von den Lehrern eingereicht und von der  Schulaufsicht genehmigt und ausgewählt werden. Nach 2000 setzte, teilweise unter Berufung auf die PISA-Studien, ein neuer, bundesweiter Trend zum Zentralabitur ein: Seit 2005 wurden die schriftlichen Abiturprüfungen in Kernfächern zentral vom Brandenburgischen Ministerium für Bildung, Jugend und Sport gestellt.
Seit dem Schuljahr 2009/2010 finden in den Ländern Berlin und Brandenburg gemeinsame Abiturprüfungen in den Fächern Deutsch, Englisch, Französisch und Mathematik statt. Mit dem Schuljahr 2011/2012 wurden diese um die Fächer Biologie, Geografie und alle Fremdsprachen und seit dem Schuljahr 2014/2015 nochmals um Chemie, Physik und Geschichte erweitert. Hinzu kommt die Teilnahme am bundeseinheitlichen Abitur mit Prüfungsteilen.

### Wahl der Abiturprüfungsfächer
Drei schriftliche (zwei Leistungskurse + ein Grundkurs) und eine mündliche Prüfung (Grundkurs) sind verpflichtend. Auch eine sogenannte fünfte Prüfungskomponente ist möglich, aber nicht verpflichtend. 
Mündliche Abiturprüfungen finden als Einzelprüfung statt:
1. im vierten Abiturprüfungsfach,
2. als Kolloquium, sofern eine Besondere Lernleistung als fünfte freiwillige Abiturprüfung erbracht wird,
3. als pflichtige Zusatzprüfung im ersten bis vierten Abiturprüfungsfach und
4. als freiwillige Zusatzprüfung im ersten bis dritten Abiturprüfungsfach.

## Abiturnote

### Leistungsbewertung
| Punkte | Note in Worten      | Note (mit Tendenz) | Rohpunkte | Notendefinition | Bemerkung           |
| ------ | ------------------- | ------------------ | --------- | --- | ------------------- |
| 15     | sehr gut            | 1+                 | 95 %      | Die Leistungen entsprechen den Anforderungen in besonderem Maße. |                     |
| 14     | sehr gut            | 10                 | 90 %      | Die Leistungen entsprechen den Anforderungen in besonderem Maße. |                     |
| 13     | sehr gut            | 1−                 | 85 %      | Die Leistungen entsprechen den Anforderungen in besonderem Maße. |                     |
| 12     | gut                 | 2+                 | 80 %      | Die Leistungen entsprechen den Anforderungen voll. |                     |
| 11     | gut                 | 20                 | 75 %      | Die Leistungen entsprechen den Anforderungen voll. |                     |
| 10     | gut                 | 2−                 | 70 %      | Die Leistungen entsprechen den Anforderungen voll. |                     |
| 9      | befriedigend        | 3+                 | 65 %      | Die Leistungen entsprechen den Anforderungen im Allgemeinen. |                     |
| 8      | befriedigend        | 30                 | 60 %      | Die Leistungen entsprechen den Anforderungen im Allgemeinen. |                     |
| 7      | befriedigend        | 3−                 | 55 %      | Die Leistungen entsprechen den Anforderungen im Allgemeinen. |                     |
| 6      | ausreichend         | 4+                 | 50 %      | Die Leistungen weisen zwar Mängel auf, entsprechen aber im Ganzen noch den Anforderungen.                                                                                                |                     |
| 5      | ausreichend         | 40                 | 45 %      | Die Leistungen weisen zwar Mängel auf, entsprechen aber im Ganzen noch den Anforderungen.                                                                                                |                     |
| 4      | schwach ausreichend | 4−                 | 40 %      | Die Leistungen weisen Mängel auf und entsprechen den Anforderungen nur noch mit Einschränkungen.                                                                                         | defizitärer Bereich |
| 3      | mangelhaft          | 5+                 | 33 %      | Die Leistungen entsprechen den Anforderungen nicht, lassen jedoch erkennen, dass die notwendigen Grundkenntnisse vorhanden sind und die Mängel in absehbarer Zeit behoben werden können. | defizitärer Bereich |
| 2      | mangelhaft          | 50                 | 27 %      | Die Leistungen entsprechen den Anforderungen nicht, lassen jedoch erkennen, dass die notwendigen Grundkenntnisse vorhanden sind und die Mängel in absehbarer Zeit behoben werden können. | defizitärer Bereich |
| 1      | mangelhaft          | 5−                 | 20 %      | Die Leistungen entsprechen den Anforderungen nicht, lassen jedoch erkennen, dass die notwendigen Grundkenntnisse vorhanden sind und die Mängel in absehbarer Zeit behoben werden können. | defizitärer Bereich |
| 0      | ungenügend          | 60                 | 0 %       | Die Leistungen entsprechen den Anforderungen nicht und selbst die Grundkenntnisse sind so lückenhaft, dass die Mängel in absehbarer Zeit nicht behoben werden können.                    | nicht belegt        |

### Fächereinbringung und Gesamtqualifikation
Für die Abiturbewertung sind die Leistungen in den Leistungs- und Grundkursen während der Qualifikationsphase (also der vier Halbjahre Q1, Q2, Q3 und Q4) und die Prüfungsergebnisse relevant, aus welchen eine Gesamtpunktzahl ermittelt wird (Gesamtqualifikation).
Die Gesamtqualifikation ist die Summe der Einzelbewertungen aus den
- acht Halbjahresleistungen der schriftlichen Prüfungen in den Leistungskursen in doppelter Wertung,
- 30 Halbjahresleistungen der Kurse auf grundlegendem Anforderungsniveau in einfacher Wertung, einschließlich der vier Halbjahresleistungen des vierten Abiturprüfungsfaches und
- Abiturprüfungen in fünffacher Wertung.
- Wird eine Besondere Lernleistung als fünfte Abiturprüfung eingebracht, gehen diese und die vier pflichtigen Abiturprüfungen in vierfacher Wertung ein.

Folgende Kurse müssen verpflichtend in die Gesamtqualifikation eingebracht werden:
- alle vier Halbjahresnoten in Deutsch;
- alle vier Halbjahresnoten in Mathematik;
- alle vier Halbjahresnoten in einer Fremdsprache;
- vier Halbjahresnoten einer Naturwissenschaft – oder – je zwei Halbjahresnoten in zwei naturwissenschaftlichen Fächern.

## Mindestanforderungen für den Erwerb der allgemeinen Hochschulreife
- Ein Abschluss, der zum Besuch der gymnasialen Oberstufen berechtigt.
- Eine der Gymnasiale-Oberstufen-Verordnung (GOSTV) entsprechende Fächerbelegung.

Die Mindestanforderungen für Kurse auf erhöhtem Anforderungsniveau sind erfüllt, wenn
- kein Kurs mit null Punkten bewertet worden ist und
- in höchstens vier Kursen weniger als fünf Punkte erreicht worden sind (in allen gesamten vier Semestern).

Die Mindestanforderungen für Kurse auf grundlegendem Anforderungsniveau sind erfüllt, wenn
- kein eingebrachter Kurs mit null Punkten bewertet worden ist und
- in höchstens vier eingebrachten Kursen weniger als fünf Punkte erreicht worden sind (in allen gesamten vier Semestern).

Gemeinsam müssen mindestens 200 von möglichen 600 Punkten im Kursbereich erreicht werden.
Die Mindestanforderungen im Abiturbereich sind erfüllt, wenn
- in zwei, bei Einbringung einer fünften freiwilligen Abiturprüfung in drei Prüfungen mindestens fünf Punkte und
- insgesamt mindestens 100 Punkte erreicht worden sind.[3]